# سرودخوان بال‌زرد
سرودخوان بال‌زرد(نام علمی: Vireo carmioli) نام یک گونه از سرده سرودخوان است.